# Tattersall (tekstil)
Tattersall beskriver en type stof, der er vævet i tern eller skotsktern. Mønstret består af tynde streger med ensartet afstand på kryds og tværs, således at der dannes kvadrater.
Striberne er normalt i to forskellige farver og typisk på en lysere baggrund. Stoffet har navn fra Tattersalls' hestemarked, der blev etableret i London i 1766. I løbet af 1700-tallet blev der solgt tæpper med dette mønster til hestene på Tattersalls-markedet.
I dag er det et almindeligt mønster, er ofte væves i bomuld, særligt i flannel, som bruges til skjorter og veste. Tattersall-skjorter med gingham, bliver ofte båret som en del af britisk landbeklædning, eksempelvis samen med jakkesæt i tweed. Traditionelle veste i dette stof bruges af ryttere som en del af formel rideuniform og plastron.